# Mnesarete machadoi
Mnesarete machadoi är en trollsländeart som beskrevs av Rosser W. Garrison 2006. Mnesarete machadoi ingår i släktet Mnesarete och familjen jungfrusländor. Inga underarter finns listade i Catalogue of Life.